# クーパー靭帯
クーパー靭帯（クーパーじんたい、英: Cooper's ligaments, 別名クーパー提靭帯、the fibrocollagenous septa）は、乳房の構造的な全体性を維持するための結合組織。その名は、これを1840年に初めて記述したアストリー・クーパーにちなむ。それらの解剖学的構造は、透過回折トモグラフィーを用いることで明らかにすることができる。
同じエポニムである恥骨櫛靭帯（ときにクーパー鼡径靱帯と呼ばれる）とは異なる。また、内側側副靭帯の中間線維および横走部もクーパー靭帯と呼ばれることがある。

## 解剖学的構造
鎖骨や鎖骨胸筋筋膜から乳房組織を通りその周りに分岐し、乳房の上にある真皮にいたる。完全な靭帯は、上胸部の鎖骨およびその下にある深筋膜から乳房を懸垂する。これにより乳房が正常な位置で支えられ、正常な形状を維持している。この靭帯の内部支持がなければ、胸部組織（周囲の脂肪よりも重い）は自重で垂れ下がり、普通の形状や輪郭を失ってしまう（いわゆる“垂れ乳”。後述#垂れることとの関係）。

## 病理
クーパー靭帯は、局所リンパ管の閉塞が乳房の膨張を引き起こす炎症性乳がんの進行に伴う乳房の見た目の変化に重要な役割を果たす。皮膚はクーパー靭帯によりつながれているため、オレンジの皮を連想させるようなくぼんだ見た目になる。また癌腫は、くぼむことにつながるクーパー靭帯の長さを短くするという可能性もある。

## 垂れることとの関係
垂れることは、乳房組織を支えるためのクーパー靭帯の不調により引き起こされる。垂れることは部分的には遺伝的要因で決定するが、喫煙、BMI、妊娠した回数、妊娠前の胸の大きさ、年齢など全てが影響を与える要因となる。
また、ブラジャーを付けることで胸の弛みを防ぐことができ、胸は解剖学的に自分自身を支えることはできない。ブラジャーの製造業者は、ブラジャーを付けている間だけ乳房の形に影響を与えると主張する。ブラはつけている間だけ女性の胸を支える役目を提供する。
病理学的には、重い乳房は女性の上胸部に痛みを引き起こすことがあるが、これはブラジャーの装着が不適切であるからである。女性の80%から85%が間違ったサイズのブラジャーを付けているという報告が数多くされている。
中年女性では乳房の垂れるのは、複数の要因が組み合わさって引き起こされる。子供がいる場合、産後のホルモンの変化により乳腺が枯渇し萎縮をする。複数回の妊娠を経験した女性は、授乳中の充血の間に皮膚を繰り返し伸ばすことになる。さらに、子供が生まれた後大きくなった乳腺が小さくなり、弛みに寄与してしまう。女性の胸の大きさが妊娠を繰り返すことで大きくなるにつれ、胸部に対する乳腺の位置を維持するクーパー靭帯は伸び、徐々に筋力を失っていく。太りすぎたり体重の増減があった場合でも、乳房組織や靭帯が伸びることがある。